# 大西覚
大西 覚（おおにし さとる）は、日本の軍人。最終階級は憲兵少佐。1941年に第2野戦憲兵隊の分隊長としてマレー作戦に参加、1942年2月、シンガポール占領後のシンガポール華僑粛清事件で市内の粛清を指揮したことで知られる。同年、特別警察隊長となり、マラヤ共産党対策と防諜を担当。1947年4月、同事件の戦犯裁判で終身刑判決を受ける。戦後、『日本憲兵正史』編集委員、著書『秘録昭南華僑粛清事件』執筆。

## 経歴
- 三重県出身[2]
- 少19期
- 1933年 憲兵練習所卒[3]
- 1939年 憲兵学校卒[3]、憲兵少尉任官、徳島分隊長。
- 1940年 中尉
- 1941年 第2野戦憲兵隊付、マレー作戦参加。
- 1942年 特別警察隊長
- 1943年 大尉、
- 1944年 昭南憲兵隊長代理兼任
- 1945年 代理解任少佐
- 1947年4月2日、イギリス軍シンガポール裁判で、シンガポール華僑粛清事件により終身刑判決を受け[4]、10年間服役[3]。

- 1970年以降、『日本憲兵正史』編集委員[3]。

## 著書
- 単著
  - 大西, 覚『秘録昭南華僑粛清事件』金剛出版、1977年4月。
- 共著
  - 全国憲友会連合会 著、全国憲友会連合会編纂委員会 編『日本憲兵正史』全国憲友会連合会本部、1976年10月。